# Khvājeh Ghīās̄
Khvājeh Ghīās̄ (persiska: خواجه غیاث) är en ort i Iran.   Den ligger i provinsen Östazarbaijan, i den nordvästra delen av landet, 400 km nordväst om huvudstaden Teheran. Khvājeh Ghīās̄ ligger 1 534 meter över havet och antalet invånare är 564.
Terrängen runt Khvājeh Ghīās̄ är kuperad åt sydost, men åt nordväst är den platt. Runt Khvājeh Ghīās̄ är det ganska glesbefolkat, med 40 invånare per kvadratkilometer. Närmaste större samhälle är Torkmanchay, 5,0 km nordväst om Khvājeh Ghīās̄. Trakten runt Khvājeh Ghīās̄ består i huvudsak av gräsmarker.